# Аверара
Аверара (итал. Averara) је насеље у Италији у округу Бергамо, региону Ломбардија.
Према процени из 2011. у насељу је живело 166 становника. Насеље се налази на надморској висини од 651 м.

## Становништво
Према резултатима пописа становништва 2011. у општини је живело 182 становника.
| 1931. | 1936. | 1951. | 1961. | 1971. | 1981. | 1991. | 2001. | 2011. |
| ----- | ----- | ----- | ----- | ----- | ----- | ----- | ----- | ----- |
| 670   | 583   | 656   | 525   | 383   | 327   | 243   | 202   | 182   |